# نرجس أعالي الجبال
نرجس أعالي الجبال (باللاتينية: Narcissus supramontanus) نوع نباتي يتبع جنس النرجس من الفصيلة النرجسية. ينمو النبات من بصلة شتوية مبكرة معمرة.

## الموئل والانتشار
يعد نرجس أعالي الجبال متوطنًا في جزيرة سردينيا الإيطالية.